# Batu Taba
Batu Taba is een bestuurslaag in het regentschap Tanah Datar van de provincie West-Sumatra, Indonesië. Batu Taba telt 2186 inwoners (volkstelling 2010).